# Björn Engels
Pour les articles homonymes, voir Engels (homonymie).
Björn Engels, né le 15 septembre 1994 à Kaprijke en Belgique, est un footballeur belge qui joue au poste de défenseur au Royal Antwerp FC.
Il a été appelé une fois en équipe nationale en 2016 face au Portugal (défaite, 2-1) mais n'est pas monté au jeu.

## Biographie

### En club
Björn Engels commence le football avec le FC Kaprijke-Bentille puis avec le FC Lembeke avant de rejoindre le KSC Lokeren. Lors de ses débuts chez les jeunes, il est d'abord utilisé comme attaquant et comme milieu de terrain avant d'être repositionné plus tard comme défenseur. À 12 ans, il rejoint le Club de Bruges et devient un des plus grands espoirs du club.
Le 20 septembre 2012, le jeune défenseur fait ses débuts officiels avec Bruges lors d'un match contre les Girondins de Bordeaux où il remplace Thibaut Van Acker à la mi-temps. Le 4 août 2013, il joue pour la première fois en tant que titulaire pour les Blauw en Zwart en Jupiler Pro League contre le KV Ostende. Il joue tout le match et après seulement trois minutes, il marque son premier but pour le Club. Le 28 novembre 2013, il est récompensé de ses bonnes prestations avec une prolongation de contrat jusqu'en 2017.
Le 31 août 2017, Engels signe pour quatre ans à l'Olympiakos. Il inscrit trois buts en vingt-quatre matchs avec le club grec avant d'être cédé en prêt avec option d'achat au Stade de Reims en 2018-2019. Il inscrit un but en trente-cinq matchs toutes compétitions confondues. Le 9 juin 2019, son option d'achat, qui s'élève à quatre millions d’euros, est levée par Reims.
Le 16 juillet 2019, Engels s'engage avec Aston Villa. Taraudé par des blessures, il est écarté des terrains pendant que Ezri Konsa émerge à son poste et se voit finalement préféré par l'entraîneur. En fin de saison 2020-2021, alors qu'il n'a pas disputé une seule minute de jeu de la saison, son club indique qu'il est libre de chercher sa chance ailleurs.
L'Antwerp ne se fait pas prier et annonce le 18 juin 2021 avoir signé le défenseur pour 5 ans. Le 5 juillet 2022, lors de la rencontre face à l'Union Saint-Gilloise, il est contraint de quitter le terrain, blessé au tendon d'Achille. Engels n'a plus disputé un seul match depuis lors et a été contraint en 2023 d'assister au triplé historique de son club (championnat, coupe et supercoupe) depuis les travées.

## Statistiques

### En club
| Saison                | Club                  | Championnat           | Championnat | Championnat | Championnat | Coupe nationale | Coupe nationale | Coupe nationale | Coupe de la Ligue | Coupe de la Ligue | Coupe de la Ligue | Compétition(s) continentale(s) | Compétition(s) continentale(s) | Compétition(s) continentale(s) | Compétition(s) continentale(s) | Autres compétitions | Autres compétitions | Autres compétitions | Autres compétitions | Total | Total | Total |
| Saison                | Club                  | Division              | M.          | B.          | P.d.        | M.              | B.              | P.d.            | M.                | B.                | P.d.              | Comp.                          | M.                             | B.                             | P.d.                           | Comp.               | M.                  | B.                  | P.d.                | M.    | B.    | P.d.  |
| 2012-2013             | Club Bruges KV        | Division 1            | -           | -           | -           | -               | -               | -               | -                 | -                 | -                 | C3                             | 1                              | 0                              | 0                              | PO1                 | -                   | -                   | -                   | 1     | 0     | 0     |
| 2013-2014             | Club Bruges KV        | Division 1            | 23          | 4           | 2           | 2               | 0               | 0               | -                 | -                 | -                 | -                              | -                              | -                              | -                              | PO1                 | 10                  | 1                   | 0                   | 35    | 5     | 2     |
| 2014-2015             | Club Bruges KV        | Division 1            | 7           | 3           | 0           | 1               | 0               | 0               | -                 | -                 | -                 | C3                             | 4                              | 0                              | 0                              | PO1                 | -                   | -                   | -                   | 12    | 3     | 0     |
| 2015-2016             | Club Bruges KV        | Division 1            | 10          | 2           | 2           | 4               | 0               | 0               | -                 | -                 | -                 | C3                             | 1                              | 0                              | 0                              | PO1                 | 6                   | 0                   | 1                   | 21    | 2     | 3     |
| 2016-2017             | Club Bruges KV        | Division 1A           | 15          | 2           | 1           | -               | -               | -               | -                 | -                 | -                 | C1                             | 1                              | 0                              | 0                              | PO1                 | 7                   | 0                   | 0                   | 23    | 2     | 1     |
| 2017-2018             | Club Bruges KV        | Division 1A           | 2           | 0           | 0           | -               | -               | -               | -                 | -                 | -                 | C1+C3                          | 2+1                            | 0+0                            | 0+0                            | PO1                 | -                   | -                   | -                   | 5     | 0     | 0     |
| Sous-total            | Sous-total            | Sous-total            | 57          | 11          | 5           | 7               | 0               | 0               | -                 | -                 | -                 | -                              | 10                             | 0                              | 0                              | -                   | 23                  | 1                   | 1                   | 97    | 12    | 6     |
| 2017-2018             | Olympiakos            | Superleague           | 17          | 3           | 0           | 2               | 0               | 1               | -                 | -                 | -                 | C1                             | 5                              | 0                              | 0                              | -                   | -                   | -                   | -                   | 24    | 3     | 1     |
| 2018-2019             | Stade de Reims (prêt) | Ligue 1               | 33          | 1           | 1           | 2               | 0               | 0               | -                 | -                 | -                 | -                              | -                              | -                              | -                              | -                   | -                   | -                   | -                   | 35    | 1     | 1     |
| 2019-2020             | Aston Villa FC        | Premier League        | 17          | 1           | 0           | 1               | 0               | 0               | 1                 | 0                 | 0                 | -                              | -                              | -                              | -                              | -                   | -                   | -                   | -                   | 19    | 1     | 0     |
| 2020-2021             | Aston Villa FC        | Premier League        | -           | -           | -           | -               | -               | -               | -                 | -                 | -                 | -                              | -                              | -                              | -                              | -                   | -                   | -                   | -                   | 0     | 0     | 0     |
| Sous-total            | Sous-total            | Sous-total            | 17          | 1           | 0           | 1               | 0               | 0               | 1                 | 0                 | 0                 | -                              | -                              | -                              | -                              | -                   | -                   | -                   | -                   | 19    | 1     | 0     |
| 2021-2022             | Royal Antwerp FC      | Division 1A           | 16          | 2           | 0           | 1               | 0               | 0               | -                 | -                 | -                 | C3                             | 3                              | 0                              | 0                              | PO1                 | -                   | -                   | -                   | 20    | 2     | 0     |
| Total sur la carrière | Total sur la carrière | Total sur la carrière | 140         | 18          | 6           | 13              | 0               | 1               | 1                 | 0                 | 0                 | -                              | 18                             | 0                              | 0                              | -                   | 23                  | 1                   | 1                   | 195   | 19    | 8     |

## Palmarès

### En club
|  |  | Club Bruges KV - Championnat de Belgique (1) : - Champion : 2016. - Vice-champion : 2017. - Coupe de Belgique (1) : - Finaliste : 2016. |  | Aston Villa - Coupe de la Ligue - Finaliste : 2020. |